# FAM136A
FAM136A (англ. Family with sequence similarity 136 member A) – білок, який кодується однойменним геном, розташованим у людей на короткому плечі 2-ї хромосоми.  Довжина поліпептидного ланцюга білка становить 138 амінокислот, а молекулярна маса — 15 641.
| 10         |  | 20         |  | 30         |  | 40         |  | 50         |
| ---------- |  | ---------- |  | ---------- |  | ---------- |  | ---------- |
| MAELQQLRVQ |  | EAVESMVKSL |  | ERENIRKMQG |  | LMFRCSASCC |  | EDSQASMKQV |
| HQCIERCHVP |  | LAQAQALVTS |  | ELEKFQDRLA |  | RCTMHCNDKA |  | KDSIDAGSKE |
| LQVKQQLDSC |  | VTKCVDDHMH |  | LIPTMTKKMK |  | EALLSIGK   |  |            |

A: Аланін

C: Цистеїн

D: Аспарагінова кислота

E: Глутамінова кислота

F: Фенілаланін

G: Гліцин

H: Гістидин

I: Ізолейцин

K: Лізин

L: Лейцин

M: Метіонін

N: Аспарагін

P: Пролін

Q: Глутамін

R: Аргінін

S: Серин

T: Треонін

Кодований геном білок за функцією належить до фосфопротеїнів. 
Задіяний у такому біологічному процесі як ацетиляція. 